# Astacilla tranquilla
Astacilla tranquilla là một loài chân đều trong họ Arcturidae. Loài này được Kensley miêu tả khoa học năm 1975.